# 愚者

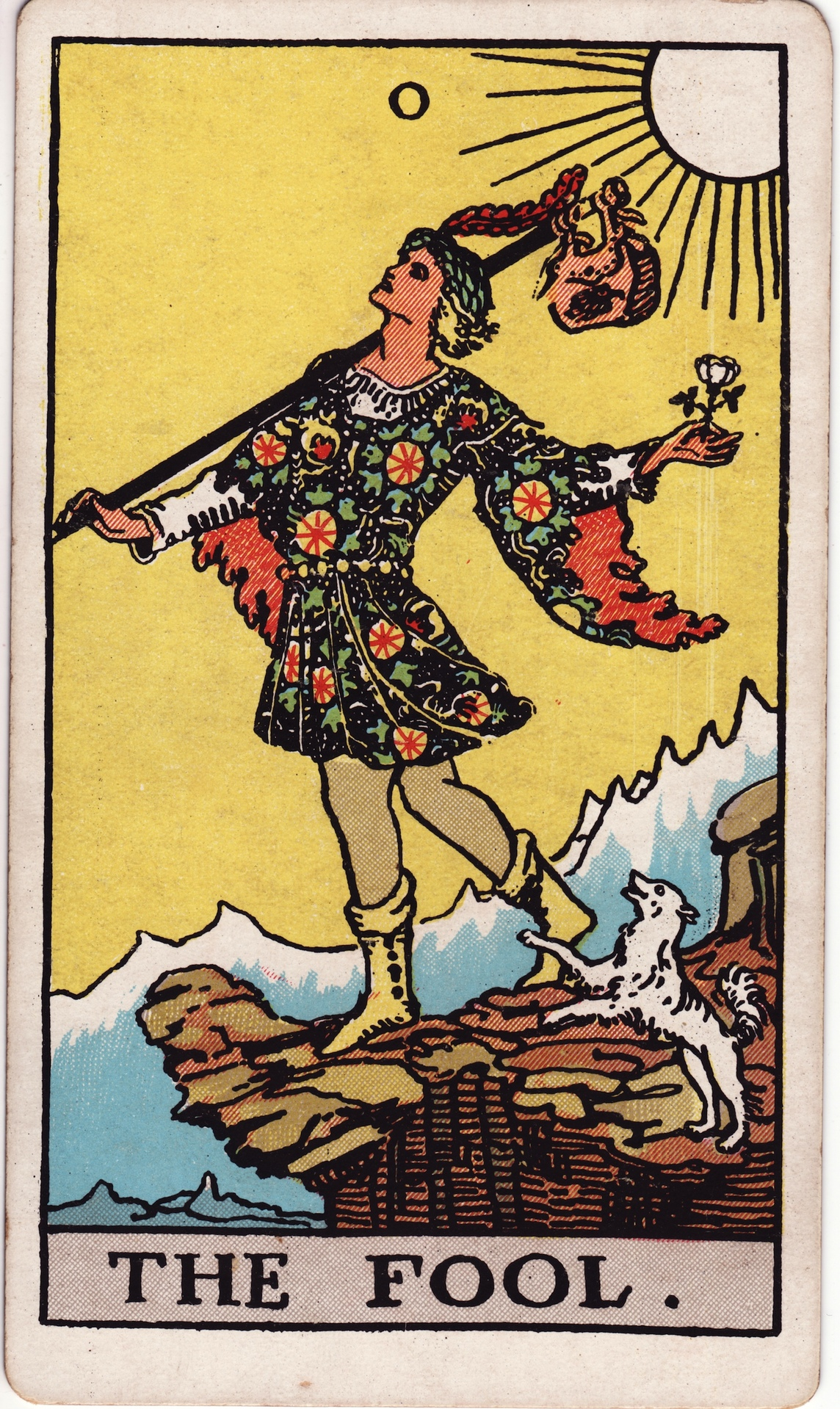
ウェイト版タロットの愚者

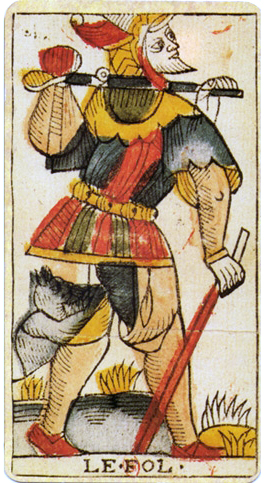
マルセイユ版タロットの愚者

愚者（ぐしゃ、英：The Fool, 仏：Le Mat）は、タロットの大アルカナに属するカードの1枚。英語ではThe Jesterと呼ばれることもある。
カード番号は「0」であるが、この番号が与えられているのはウェイト版など黄金の夜明け団系のデッキが多く、マルセイユ版などの伝統的なデッキでは番号が書かれていないものが多い。また、トランプのジョーカーの原型がこのカードだとする説もある。
ウェイト版タロットにおける次のカードは「1. 魔術師」。

## カードの意味
正位置の意味
自由、型にはまらない、無邪気、純粋、天真爛漫、可能性、発想力、天才。
逆位置の意味
軽率、わがまま、落ちこぼれ、ネガティブ、イライラ、焦り、意気消沈、注意欠陥多動性。
アーサー・エドワード・ウェイトのタロット図解における解説では「夢想・愚行・極端・熱狂」を意味するとされる。

## カバラとの関係
ヘブライ文字はアレフ（א）、ただし複数の異説がある。「黄金の夜明け団」の説ではケテルとコクマーのセフィラを結合する経に関連付けられる。

## 占星術との対応関係
以下のようにいろいろな説が存在する。
- 星座：金牛宮説、巨蟹宮説、獅子宮説、天蠍宮説[2]
- 惑星：太陽説、月説、天王星説[3]、冥王星説[4]、地球説[5]、「冥王星+火星」説[6]
- 星座も惑星もあてずに「星雲」とする説[7]や四大のうちの「風の元素」にあてる説もある。

## 寓画の解釈
描かれているのは一人の旅人らしき男と一匹の犬である。この「愚者」は（伝統的に）数を持たないカードであることや、「愚者」という単語から連想される象徴（ジョーカーや宮廷道化師、民間信仰におけるグリーン・マンなど）とその意味合いや、22枚の大アルカナの中で唯一移動している人物が描かれている絵札であることなどから、しばしば特別視されるカードであり、「世界」などと並んでその解釈は注解者ごとに（とりわけ）千差万別である。
マルセイユ版タロットに描かれている「愚者」は、派手な衣装と冠を身に着け、右手に杖を持ち、左手には先端に袋のようなものを取り付けた棒を右肩に担いだ人物が、草の生い茂る荒野を歩いている姿が描かれている。また人物の後方からは犬が追従しており、その前足を人物の右足付近に寄せている。マルセイユ版の「愚者」はその抽象的な絵柄の為、見方によっては後ろ歩きをしているようにも見える。これは「愚者」の持つエネルギーが無意識的なものであり、一定の方向性を持たず自由気ままに放たれていることを表している。しかし、同時にそれ自体が目的であるとも解釈されており、このカードの二面性を示す要因として扱われている。
「愚者」が移動している姿で描かれていることに関しては、「1」から「21」までの各カードを順を追って渡り歩く何らかの目的を持った旅人と解釈する説と、他の21枚の大アルカナを、または他のカードを意識すらせず全くの自由気ままに歩き回る完全に無計画な放浪者と解釈する説の二通りの説が存在しており、これらの説は両立する形でさまざまな解釈に用いられている。この二つの解釈を如実に象徴するのが愚者の身に纏う衣装であり、その配色や装飾、特に首と腰に鈴が取り付けられている衣装の奇抜さは、さながらピエロを思わせるものとなっている。この配色は奇抜でありながらも統一の取れた「魔術師」の衣装のように計画性の感じられるものではなく、鈴に関してはこの人物の「輪廻転生の数である」などと神秘的に解釈する場合を除けば、特別な意味合いはない。加えて、この人物の持つ杖は旅の補助としてだけでなく、道化としての道化棒（鈴などが取り付けられている場合もある）と関連づけての解釈を除けば、特別な意味合いはない。
つまり、この人物は自分の衣服、さらには自分の持つ棒や荷物、果ては進んでいる方向やその目的、自分を取り巻く環境のいっさいについて特にこだわりや興味などは持ち合わせていないのである。故にこの人物は、後方の犬の存在すら認知しておらず、ズボンの右足は犬によるものか破かれたままとなっている。しかし象徴的な観点から照らし合わせると、この人物は決して「無能」な人物ではない。
この「愚者」は黄金の冠を被っているのである。冠は象徴的に王の持ち物であり権力の象徴とされ、黄金の冠は天上の神との交信を図るための霊的要素も兼ね備えた象徴とされる。このような象徴を「愚者」が身に着けているのは、この人物がある種の霊的な力を備え、過去には権力を持つ階級に居たであろうことを表している。加えてこの人物が右肩に担ぐ荷物とその棒は「男根」の象徴であり、繁殖と豊饒の象徴である。これらの象徴は「トリックスター」との関連を強調しており、この「愚者」が道化などと同様に相対する二つの極を持っていることを表している。つまり、この人物の愚行を象徴するもの、計算高くしたたかな側面を象徴しているものである。これらのことから、この人物はいっさいの計画性を持ち合わせていないが全くの無計画という訳ではないとやや矛盾した結論が付けられる。
ウェイト版タロットの絵に描かれている人物は若い旅人で、若さは未熟さを現す。犬は旅人のパートナーで、前進を意味する。しかしこの若者は左側を向いている（象徴的に左は過去・精神世界などとされている）。旅人は自分の目の前に崖が迫っていることにまだ気づいていない。ウェイト版の「愚者」は今まさに崖に向かって歩こうとしていることが明らかであるが、この先、崖から落ちるか、踏みとどまるか、それは旅人次第である。思想家エリファス・レヴィによれば、「審判」と「世界」のカードの間にこの「愚者」を置いて、特殊な切り札として相応に扱っており、エジプト人の死生観を導入させたとも考えられる。

## タロットゲームにおける愚者
トリックテイキングにおける愚者の扱いには地域差がある。
フランスのタロットゲームでは、愚者は「l'Excuse」と呼ばれ、切り札とは別の特殊カードとして扱われる。愚者はマストフォロールールに従わず、いつでも出すことができる。愚者を台札として使うこともできる。いずれの場合も、原則として愚者はもっとも弱く、トリックに勝つことはできないが、愚者のカードはそのトリックに勝った側ではなく、そのカードを出した側のものになる。愚者のカードは切り札の1・21およびキングと並ぶ高得点のカードである。通常マンドリンを持った道化師の絵が描かれている。
一方、オーストリアなど、中央ヨーロッパでは愚者は最強の22番目の切り札として扱われる。